# Шагалалътениз
Шагалалътениз (Шаглътениз) (на казахски: Шағалалытеңіз; на руски: Шаглытениз) е сладководно, безотточно езеро в Северен Казахстан, в централната част на Североказахстанска област.
Езерото Шагалалътениз заема дъното на котловина, намираща се в южната част на Ишимска равнина (част от Западносибирската равнина), на 135,6 m н.в. Площ 267 km², която е силно изменчива през годината, а с нея се изменя и нивото му. В многоводни години площта му се увеличава до 380 km², а в други години напълно пресъхва. Дължина от север на юг 43 km, ширина до 13 km, дълбочина от 1,5 до 2 m. Площ на водосборния му басейн 10 900 km². Подхранването му е предимно снежно. От юг в него се влива река Чаглинка. На северозападния му бряг е разположено село Кучковка, а на северния – село Баръкол.